# Fran Kobal
Fran Kobal, slovenski filolog, gledališki intendant in prevajalec, * 31. maj 1881, Ljubljana, † 22. junij 1937, Ljubljana.
Fran Kobal se je rodil muzejskemu slugi v Ljubljani. Ljudsko šolo Schulvereina je obiskoval v domačem kraju, kjer je leta 1899 tudi maturiral, nato do 1903 študiral klasično filologijo na Dunaju, poučeval na gimnnaziji v Ljubljani (1903–1906) in od 1908 dalje. Kot tajnik Dramatičnega društva je s F. Hubadom in O. Župančičem od januarja do decembra 1912 opravljal posle intendanta ljubljanskega gledališča. Do 1913 je bil stalen dopisnik Slovenskih novic, pri katerih je poročal o družabnih prireditvah, gledaliških predstavah, o razstavah in o novih knjigah. Od 1917 je vodil ljubljansko ekspozituro graške podružnice dunajskega Korrespondenzbureauja, iz katere se je ob koncu prve svetovne vojne razvil Dopisni urad deželne vlade za Slovenijo, ki ga je vodil do julija 1919. Prevedel, priredil ali lokaliziral je kakih 60 gledaliških iger in Kellermannov tehnično-utopični roman Predor (Der Tunnel, Maribor, 1922).
Kobal je ostro in odklonilno ocenjeval Cankarjevo delo. Zato ga je ta z imenom omenil v eseju Bela krizantema.